# 29er (natante)
Il 29er è un natante a vela da regata, la cui classe è riconosciuta dalla International Sailing Federation.

## Descrizione
È una barca ad alte prestazioni, planante sia di bolina che di lasco fin dai 6/7 nodi. Il carico di lavoro del prodiere è alleggerito dalla presenza del fiocco autovirante, di modo che possa dedicarsi alla regolazione della randa. È dotato di un gennaker di dimensioni abbastanza generose. Non estremo come il fratello maggiore 49er, tuttavia ha diverse difficoltà di manovra, di stabilità. Con venti medi e forti di lasco raggiunge velocità superiori a quelle del vento. In queste condizioni è addirittura più performante del 49er. Esiste la variante 29erXX con velatura maggiore e doppio trapezio.